# Coelogyne parishii
Coelogyne parishii é uma espécie de orquídea (Orchidaceae) do Sudeste Asiático.